# Valentín Belvis de Moncada y Pizarro
Valentín Belvis de Moncada y Pizarro (Madrid, 3 de noviembre de 1762-Madrid, 29 de diciembre de 1823) fue un militar español, marqués de Villanueva de Duero y grande de España.

## Biografía
Hijo del XIV marqués de Mondéjar Pascual Benito Belvis de Moncada y Mendoza y de su esposa Florencia Pizarro, III marquesa de San Juan de Piedras Albas, en 1773 con 10 años se integró como cadete en el regimiento de infantería de Aragón. Para 1778 ya era capitán en el regimiento de Córdoba y participó en el sitio de Gibraltar (1779-1783).
Con el grado de brigadier desde 1791, dirigió al regimiento de Soria en su participación en la guerra del Rosellón (combatiendo en las batallas de Mas Deu, Bellegarde, Peyrestortes, Vernet, Truillás, San Lorenzo de la Muga o el Roure).
Casó el 15 de agosto de 1795 con María de las Mercedes de Rojas y Tello, condesa de Villariezo, de Villamarciel y posteriormente IV marquesa de Villanueva de Duero. Fueron padres de una hija, María Asunción Belvis de Moncada y Rojas.
Fue nombrado gobernador de Madrid el 14 de diciembre de 1795, cargo que ocupó por tres años. Ascendido a teniente general y capitán de la Compañía Americana de Reales Guardias de Corps, acompañó a Fernando VII a su viaje al exilio a Bayona, en Francia (donde a la postre se produjeron las abdicaciones de Bayona). Retornó a España y se incorporó al ejército del general Francisco Javier Castaños en el marco de la guerra de independencia española, quien le otorgó el mando de la primera división.
En el contexto de la batalla de Tudela de 1808, su división se retiró desde Tarazona a Calatayud y, de allí, finalmente a Cuenca. Se trasladó a continuación a Sevilla para organizar el cuerpo de Guardias. El 5 de julio de 1809 fue nombrado capitán general del Reino de Granada, cargo que ocupó hasta la llegada de los franceses comandados por Horace Sebastiani de la Porta, que propiciaron su retirada a Ceuta. Nombrado capitán general de Castilla la Nueva en septiembre de 1812, se trasladó a Madrid por un lapso de seis días, recibiendo órdenes del Duque de Wellington para abandonar la capital ante el contraataque francés. Se desplazó entonces a Córdoba y finalmente a El Puerto de Santa María, donde presidió el consejo de generales. 
Tras recuperar las fuerzas españolas Madrid y restaurado Fernando VII en el trono, este lo nombró nuevamente capitán general de Castilla la Nueva y posteriormente inspector de milicias, mayordomo y caballerizo mayor del infante Don Carlos.